# Josefská (Praha)
Josefská ulice na Malé Straně v Praze spojuje ulice Mostecká a Letenská. Nazvána je podle kostela svatého Josefa založeného v roce 1686. Při kostele na čísle 4 je klášter bosých karmelitek, v letech 1655–1782 první konvent řádu bosých karmelitánů v Čechách. Vchod do zadní budovy Kaiserštejnského paláce je na čísle 3, původně renesanční stavba byla víckrát renovována a dnes slouží na konference, výstavy atd. Na čísle 6 je Oettingenský palác postavený z původně gotické budovy zmíněné poprvé v roce 1406, v 20. století tu bylo gymnasium a později nájemní dům.

## Historie a názvy
V středověku vedla ulicí cesta k jižní bráně Pražského hradu původně od vltavského brodu, pak od Juditina mostu a od roku 1357 od Karlova mostu. Na severním konci ulice je kostel svatého Tomáše, podle kterého byl původní název ulice "K svatému Tomáši". Kostel založil král Václav II. v roce 1285 a je po něm nazvána sousední Tomášská ulice. Název podle novšího kostela na ulici "Josefská" se používá od začátku 18. století.

## Budovy, firmy a instituce
- dům U Zlatého orla – Josefská 1, Mostecká 24[3]
- dům U Tří beránků – Josefská 2, Mostecká 22[4]
- Kaiserštejnský palác – Josefská 3, Malostranské náměstí 23[5]
- Klášter bosých karmelitek (Malá Strana) – Josefská 4, U Lužického semináře 17[6]
- Oettingenský palác – Josefská 6[7]
- Malostranské gymnázium a základní škola – Josefská 7[8]